# Anssi Vesanen
Anssi Vesanen est un joueur finlandais  de volley-ball né le 21 février 1980. Il mesure 2,01 m et joue central.

## Clubs
| Club                  | Pays     | De        | À         |
| --------------------- | -------- | --------- | --------- |
| Tampereen Isku-Volley | Finlande | 2001-2002 | 2008-2009 |

## Palmarès
- Championnat de Finlande (2)
  - Vainqueur : 2002, 2006
  - Finaliste : 2003
- Coupe de Finlande (1)
  - Vainqueur : 2002
  - Finaliste : 2008